# NGC 4835A
NGC 4835A је спирална галаксија у сазвежђу Кентаур која се налази на NGC листи објеката дубоког неба.
Деклинација објекта је - 46° 22' 38" а ректасцензија 12h 57m 13,0s. Привидна величина (магнитуда) објекта NGC 4835 износи 13,4 а фотографска магнитуда 14,1. NGC 4835A је још познат и под ознакама ESO 269-15, FGCE 1010, IRAS 12543-4606, PGC 44271.